# Phodilus
Phodilus é um gênero de coruja da família Tytonidae. Pode ser encontrado no Sudeste asiático e na África Central.

## Espécies
- Phodilus badius (Horsfield, 1821)
- Phodilus prigoginei Schouteden, 1952
- Phodilus assimilis (antes incluída no P. badius)[1]